# Virtual SIM

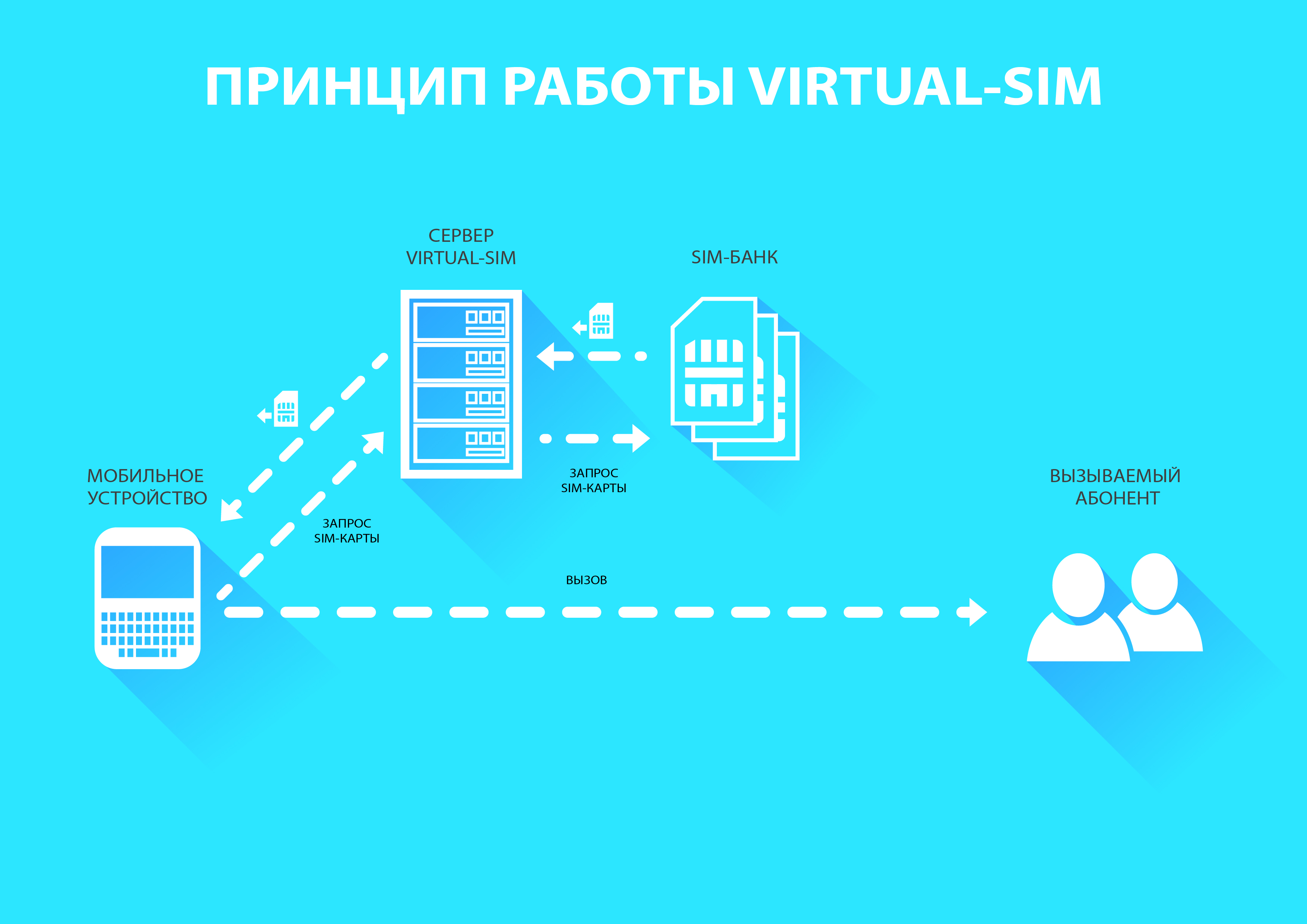
Схема работы Virtual SIM

Virtual SIM [произносится «Виртуал СИМ»] — общее название разнообразных технических решений, позволяющих вынести SIM-карту из мобильного телефона. SIM карта устанавливается в специальное устройство, подключенное к интернету (например, модем, другой сотовый телефон, специальный сервер SIM карт) или связанное с сотовым телефоном пользователя по беспроводному каналу (например, Bluetooth). В мобильном телефоне пользователя устанавливается программное обеспечение, позволяющее при запросе оператора сотовой связи перенаправить этот запрос к SIM карте через интернет или другой канал связи.
Такая технология может применяться для разных целей:
- Быстрое переключение между несколькими SIM картами.
- Перенаправление звонков между регионами обслуживания. Например, модем с картой установлены в домашнем регионе, принимая звонки по домашнему тарифу и перенаправляя их через интернет мобильному телефону пользователя в другом регионе.
- Упрощение и уменьшение мобильного устройства связи за счет отказа от слота для SIM карт.

## Упоминания
На территории СНГ термин впервые встречается в проекте Freeje.

В Европе и США Virtual SIM встречается в:
- Проект Movirtu от компании Blackberry;
- Проект Implementia;
- Проект Mahindra Comviva;
- Проект Keepgo EzFi Virtual Sim;
- Проект Polygator SimServer.